# 흥녕군 (1809년)
흥녕군 이창응(興寧君 李昌應, 1809년 7월 16일 ~ 1828년 2월 1일)은 조선시대 후기의 왕족으로 장조의 서2남인 은신군(恩信君)의 손자이며, 흥선대원왕, 흥인군의 백형(伯兄)이고, 계동궁(桂洞宮) 사손(嗣孫)이다. 본관은 전주, 휘는 창응(昌應), 자는 유백(裕伯), 시호는 정간(貞簡)이다.
계동궁의 장손이었으나, 자녀 없이 일찍 요절하여 친동생 흥완군 이정응의 아들 이재원을 사후 양자로 삼았다. 사후 조카 고종 즉위 후 1865년 고종의 특명으로 증 이조판서 지종정경에 추증되었다가 3일만에 다시 신정왕후 조대비의 특명으로 증 의정부영의정에 추증되었다.

## 생애
흥녕군은 남연군 이구와 노봉 민정중의 4대손 선공감가감역 증 의정부우의정 민경혁(閔景爀)의 딸 여흥군부인 민씨(驪興郡夫人閔氏)의 장남으로 1809년(순조 9) 7월 16일에 탄생하였다. 그는 다소 병을 앓았던 것으로 추정되는데 완림군 이재원이 쓴 묘비명에 의하면 '혼 정신 성할 겨를에는 여러 아우들을 공부시키며 긴 베게와 큰 이불로 화기가 성하였다.(省之暇訓課諸弟長枕大衾和氣)' 한다.
장조의 서2남 은신군 진(恩信君 禛)의 손자이며, 흥선대원왕 하응의 백형(伯兄)이다. 아버지는 남연군 이구(南延君 李球)이고, 어머니는 군부인 여흥민씨(郡夫人 驪興閔氏)이다. 그는 계동궁의 봉사손이 될 위치였지만 아버지 남연군보다 먼저 사망하여, 남연군 사망 후에는 그의 조카이자 양자인 이재원이 계동궁 사손직을 상속받게 된다.
초기 생애는 알려진 것이 없다. 1822년(순조 22) 12월 27일 휘경원수원관(守園官)을 지내고 같은 해 12월, 13세에 남연군의 아들인 창응을 군(君)으로 책봉하라는 순조의 특명으로 소의대부에 흥녕군에 봉작된 데 이어, 순조의 생모 수빈박씨의 묘를 관리하는 행 휘경원수(徽慶園守)에 임명되었다. 1824년 중의대부(中義大夫)로 승진했다. 1824년 12월 27일 승헌대부로 승진했다. 이후에도 계속 휘경원의 수원관을 맡아보았다.
그는 아버지 남연군과 함께 종친의 모범으로 칭송되었다. 1828년(순조 28) 2월 1일 향년 20세로 별세하였다. 사망 기사는 순조실록에 간략히 언급되나, 사망 원인은 기록이 없다. 당시 그의 부모인 남연군과 군부인 여흥민씨 내외는 아직 생존해 있었다. 그의 관직은 승헌대부 흥녕군이었다.
아들이 없어 바로 흥완군 이정응의 아들 이재원을 사후 양자로 입양하여 부인 임천조씨가 양육했다 한다.

### 사후
조카 고종 즉위 후 1864년(고종 1) 7월 9일 시호를 정간(貞簡)에 추증하였고, 1865년(고종 2) 9월 10일 증 이조판서 지종정경(知宗正卿) 겸 지경연 의금부 춘추관 성균관사 오위도총부도총관으로 특별 추증되었다. 다시 1865년 9월 14일 신정왕후 조대비의 명으로 특별히 증 대광보국숭록대부 의정부영의정 겸 영종정경(議政府領議政 兼 領宗正卿)에 증직되었다.
묘소는 연령군 훤 내외와 낙천군 온 내외의 묘소 및 명빈 박씨의 첫 장지 근처였던 경기도 시흥군 하북면 번대방리(서울특별시 동작구 대방동), 신길중학교 건너편, 대방초등학교 서쪽에 안장되었다가, 후에 아버지 남연군의 묘소가 경기도 연천군에서 충청남도 예산군 덕산면 가야사터로 옮겨지자, 1871년(고종 8) 8월 20일 아버지 남연군 묘소 근처인 충청남도 예산군 덕산면 옥계리 가양산, 가야사터 근처 옥계저수지 언덕으로 이장됐다.
그의 묘를 이장할 때 고종은 전(錢) 1,000냥(兩), 미(米) 30석(石), 목포(木布)를 하사했다. 명빈박씨묘와 연령군묘 왼쪽 건너편 아래로 이장되었으며 당시, 그 무렵 사망한 군부인 임천조씨와 합장되었다. 옥계새마을회관 서쪽으로 약 100m 지점, 옥계저수지 북서쪽에 위치하며, 산 정상에서 남향으로 향해 있다. 묘소 뒤편 좌측으로 명빈박씨 묘, 연령군 묘가 보이며, 묘소에서 바로 앞에 저수지가 내려다 보인다. 그의 묘소는 덕산면 옥계리 주민들에게 아랫산소로 불린다.
비문은 1872년(고종 9) 3월 당시 숭정대부 행이조판서였던 양자 이재원이 짓고, 글씨는 흥선대원왕 하응의 아들 가선대부 규장각검교 직제학 이재면이 썼다.

## 가족관계
- 양 조부 : 은신군(恩信君, 1755년 - 1771년)
- 양 조모 : 남양홍씨, 홍대현의 딸, 홍대용의 종질녀
- 생 조부 : 이병원(李秉源, 진사, 사후 증 의정부 영의정에 추증, 인평대군의 5대손이)
  - 아버지 : 남연군(南延君, 1788년 - 1836년)
  - 어머니 : 군부인 여흥민씨(郡夫人 驪興閔氏, ?년 - 1831년)
    - 동생 : 흥완군 이정응(興完君 李晸應, 1814년 - 1848년)
    - 동생 : 흥인군 이최응(興寅君 李最應, 1815년 - 1882년)
    - 동생 : 흥선대원왕(興宣大院王, 1820년 - 1898년)

  - 부인 : 임천조씨(林川趙氏, 1805년 10월 22일 - 1871년 6월 14일) - 참봉 조재익(趙在翼)의 딸
    - 아들(양아들) : 증 완림군 이재원(完林君 李載元, 1831년 - 1891년), 동생 흥완군 이정응(興完君 李晸應, 1815년 - 1848년)의 아들.
    - 자부(양자부) : 증 정경부인 청송심씨, 판서 심우영(沈愚永)의 딸
      - 양손녀 : 이씨
      - 손녀사위 : 심상만(沈相萬), 본관은 청송
      - 양손녀 : 이씨
      - 손녀사위 : 조준호(趙駿鎬), 본관은 임천

    - 자부(양자부) : 정경부인 김씨(貞敬夫人 金氏), 양자 증 완림군 이재원의 후처
      - 손자(양손자): 이기용(李埼鎔, 1889년 - ?)
- 외조부 : 민경혁(1746년 ~ 1815년)

## 같이 보기
- 흥선대원군
- 남연군
- 흥인군
- 이재선